# Angelo d'Anna de Sommariva
Angelo d'Anna de Sommariva (Lodi, 1340 circa – Roma, 21 luglio 1428) è stato un cardinale italiano.

## Biografia
Proveniente da una nobile famiglia lodigiana (che fu una delle principali nel medioevo), ma con legami alla aristocrazia napoletana, entrò giovane nella Congregazione camaldolese in un convento presso Lodi.
Nel concistoro del 17 dicembre del 1384 papa Urbano VI lo nominò cardinale diacono di Santa Lucia in Septisolio. Fu inviato in Sicilia come nunzio apostolico di papa Bonifacio IX.
Divenuto cardinale protodiacono nel 1394, nel 1396 optò per il titolo di cardinale presbitero di santa Pudenziana e nel 1408 divenne cardinale protoprete. Nel 1409 abbandonò l'obbedienza romana per quella di Pisa, partecipando alla elezione dell'antipapa Alessandro V e successivamente a quella dell'antipapa Giovanni XXIII. Nel 1412 optò per il titolo di cardinale vescovo di Palestrina. Fu legato pontificio a Napoli. Prese parte al Concilio di Costanza. Nel 1426 divenne decano del Sacro Collegio.
Fu anche abate in commendam  dell'abbazia di Casamari.
Ultimo cardinale superstite delle creazioni di Urbano VI, alla sua morte la salma venne inumata nella chiesa di Santa Maria di Portanova a Napoli.
Il fratello Nicolò istituì nel 1428 la Badia olivetana di Villanova del Sillaro (vicino Lodi) e, in omaggio al suo nome e a quello del fratello cardinale, la dedicò ai Santi Nicola e Angelo. Fu una delle principali della diocesi con ricca biblioteca, arredi e (in seguito) anche diritti feudali.

## Conclavi
Durante il suo cardinalato, Angelo d'Anna de Sommaria partecipò ai seguenti conclavi:
- conclave del 1389, che elesse papa Bonifacio IX
- conclave del 1404, che elesse papa Innocenzo VII
- conclave del 1406, che elesse papa Gregorio XII
- conclave del 1409, che elesse l'antipapa Alessandro V
- conclave del 1410, che elesse l'antipapa Giovanni XXIII
- conclave del 1417, che elesse papa Martino V